# Reprezentacja Portugalii w piłce nożnej mężczyzn
Reprezentacja Portugalii w piłce nożnej mężczyzn – zespół piłkarski, biorący udział w imieniu Portugalii w meczach i międzynarodowych turniejach sportowych, powoływany przez selekcjonera, w którym mogą występować wyłącznie zawodnicy posiadający obywatelstwo portugalskie. Za jego funkcjonowanie odpowiedzialny jest Portugalski Związek Piłki Nożnej.
Obecnie Portugalia zajmuje 6. miejsce w rankingu FIFA i 7. miejsce w rankingu UEFA.

## Historia
Reprezentacja Portugalii pierwszy mecz rozegrała w 1921, aż do 2016 roku nie triumfowała w żadnym znaczącym międzynarodowym turnieju.
Po przegraniu pierwszych czterech meczów międzypaństwowych (z Hiszpanią), Portugalia wygrała po raz pierwszy dopiero w 1925 roku z Włochami 1:0. Zwycięstwo nad Hiszpanią Portugalczycy odnieśli w swoim trzynastym spotkaniu.
Do 1966 roku Portugalia ani razu nie zdołała zakwalifikować się do finałów mistrzostw świata. W swoim debiucie, drużyna prowadzona przez Brazylijczyka Otto Glórię, której liderem na boisku był przyszły król strzelców turnieju Eusébio, dotarła do półfinału. Wcześniej wyeliminowała Brazylię, Bułgarię oraz po emocjonującym meczu (do 25 minuty przegrywała 0:3, ostatecznie zwyciężyła 5:3) Koreę Północną. W półfinale uległa przyszłym mistrzom świata Anglikom, a w meczu o 3. miejsce wygrała 2:1 ze Związkiem Radzieckim.
Na kolejny awans Portugalczycy musieli czekać dwadzieścia lat. W 1986 roku, mimo iż w pierwszym meczu ograli Anglię, rozczarowali i po porażkach z Polską 0:1 i Marokiem 1:3 odpadli już po fazie grupowej. Swoich kibiców zawiedli tym bardziej, że do Meksyku jechali jako jedni z faworytów po tym, jak dwa lata wcześniej w efektownym stylu stanęli na podium mistrzostw Europy (ulegli w nich dopiero w półfinale gospodarzom i przyszłym triumfatorom tej imprezy – reprezentacji Francji 2:3).
Druga połowa lat 80. i lata 90. to, nie licząc startu na Euro 1996 (ćwierćfinał), okres, w którym reprezentacja znów stopniowo popadała w przeciętność. Ciągłe zmiany selekcjonerów, kłótnie i brak dyscypliny wśród zawodników (trener Artur Jorge w 1997 roku podał się do dymisji, kiedy został pobity przez piłkarza Ricardo Sá Pinto) spowodowały, że Portugalczycy przegrywali najważniejsze mecze. Zdaniem obserwatorów najbardziej zawiodło tzw. „Złote pokolenie”, piłkarze, który na początku lat 90. pod wodzą Carlosa Queiróza dwukrotnie zdobyli młodzieżowe mistrzostwo świata (w 1989 i 1991 roku). Mimo sukcesów odnoszonych w klubach, nie byli w stanie powtórzyć z dorosłą reprezentacją wyników kadry U-20. Większość z nich pożegnała się z drużyną narodową po nieudanym Mundialu 2002 (Portugalczycy odpadli już po fazie grupowej), chociaż kilku – Luís Figo, Rui Costa i Fernando Couto – doczekało jeszcze srebrnego medalu Euro 2004.
Od 2000 roku Portugalia obecna jest na każdym ważnym turnieju międzynarodowym. Na Mundialu 2006 podopieczni brazylijskiego szkoleniowca Luiza Felipe Scolariego awansowali bez problemów, jako jedni z pierwszych na Starym Kontynencie. Na niemieckich boiskach nowe pokolenie portugalskich zawodników (bramkarz Ricardo, Cristiano Ronaldo, Deco, Ricardo Carvalho), w czterdzieści lat po pamiętnym Mundialu, również dotarło do półfinału, w którym uległo 0:1 Francji. Inaczej niż Eusébio i jego koledzy, piłkarze Felipão przegrali w meczu o trzecie miejsce, z gospodarzami imprezy Niemcami 1:3.
Dwa lata później Portugalia zakończyła mistrzostwa Europy na ćwierćfinale. W tej fazie uległa (podobnie jak w meczu o trzecie miejsce MŚ 2006) Niemcom tym razem jednak 2:3. Mistrzostwa Świata 2010 portugalscy piłkarze zakończyli na 1/8 finału po porażce z Hiszpanami 0:1. Europejski czempionat w 2012 roku Portugalczycy zakończyli na półfinale, w którym (podobnie jak w 1/8 finału mistrzostw świata dwa lata wcześniej) ulegli Hiszpanom tym razem jednak po rzutach karnych stosunkiem 2:4. Mundial w Brazylii z kolei zakończyli już na fazie grupowej, zajmując trzecie miejsce w grupie z czterema punktami na koncie.
Na Euro 2016 zespół prowadzony przez Fernando Santosa po raz pierwszy w swojej historii triumfował na ważnym turnieju międzynarodowym zdobywając mistrzostwo Europy. W swojej grupie Portugalczycy odnieśli trzy remisy (z Islandią, Austrią i Węgrami) w trzech meczach co pozwoliło jednak wyjść z grupy z 3. miejsca. W 1/8 finału po dogrywce zwyciężyli z Chorwacją 1:0, potem w ćwierćfinale wygrali z Polską po rzutach karnych (zarówno w regulaminowym czasie, jak i po dogrywce był wynik 1:1), a następnie w półfinale pokonali Walię 2:0 co było jedynym zwycięstwem Portugalii w regulaminowym czasie gry na tych mistrzostwach. W meczu finałowym wygrali z gospodarzami mistrzostw Francją po dogrywce 1:0. Bramkę na wagę tytułu mistrzowskiego zdobył w 109. minucie Éder.
Portugalczycy jako triumfatorzy Euro 2016 wzięli również udział w Pucharze Konfederacji 2017 w Rosji. W pierwszym meczu tego turnieju Portugalia zremisowała z Meksykiem 2:2. W drugim wygrała z Rosjanami 1:0. W trzecim mecz turnieju Portugalczycy zwyciężyli z reprezentacją Nowej Zelandii 4:0. Awansowali tym samym z pierwszego miejsca w swojej grupie z siedmioma punktami do półfinałów. Spotkali się w nich z reprezentacją Chile z którą przegrali po serii rzutów karnych stosunkiem 0:3 (w regulaminowym czasie gry i po dogrywce 0:0). W meczu o trzecie miejsce zmierzyli się z reprezentacją Meksyku, z którą wygrali po dogrywce 2:1. Zajęli tym samym trzecie miejsce w turnieju.
Portugalczycy awansowali również do Mistrzostw Świata 2018 w Rosji. Na tym turnieju zmierzyli się z Hiszpanią, Marokiem, oraz Iranem. Po remisie 3:3 z Hiszpanami w pierwszym meczu przyszła minimalna wygrana z Marokańczykami 1:0, oraz remis 1:1 z Irańczykami. Pozwoliło im to ostatecznie zająć drugie miejsce w grupie i awansować do 1/8 finału. W tej fazie turnieju rywalem podopiecznych Fernando Santosa była reprezentacja Urugwaju. Portugalia przegrała ostatecznie ten mecz 1:2 i odpadła z mistrzostw.
Ekipa portugalska to również triumfator pierwszej edycji Ligi Narodów. Wygrywając swoją grupę w Dywizji A z ośmioma punktami po dwóch zwycięstwach i dwóch remisach, awansowała do turnieju finałowego będąc jednocześnie jego gospodarzem. Po zwycięstwie 3:1 z ekipą Szwajcarii w meczu półfinałowym dotarła do finału w którym wygrała 1:0 z Holendrami.

## Lata 2003–2008. Scolariada
Nieudany występ Portugalczyków na Mundialu w 2002 roku (zwycięstwo z reprezentacją Polski 4:0 po trzech golach Paulety i jednym trafieniu Rui Costy), oraz dwie porażki (2:3 ze Stanami Zjednoczonymi i 0:1 z Koreą Południową), oznaczał pożegnanie z kadrą nie tylko dla selekcjonera António Oliveiry, ale także dla większości piłkarzy z tzw. „Złotego pokolenia”, czyli zawodników, którzy na początku lat 90. dwukrotnie zdobyli młodzieżowe mistrzostwo świata. Średnia wieku piłkarzy powołanych na koreańsko-japoński Mundial wynosiła 29 lat. Słaby występ na mistrzostwach podopiecznych Oliveiry, którzy w przedmundialowych sondażach wymieniani byli wśród głównych kandydatów do strefy medalowej (ostatecznie nie wyszli nawet z grupy), przyspieszyło odkładane od dawna odmłodzenie drużyny narodowej. Konieczność radykalnych i szybkich zmian potęgował fakt, że Portugalczycy byli gospodarzami kolejnej imprezy – Euro 2004.
Prezes federacji Gilberto Madaíl uznał, że chaos, jaki od kilku lat panował w portugalskiej kadrze (brak dyscypliny, podporządkowanie gry zespołu kilku zawodnikom, jawne kwestionowanie poleceń trenera), może posprzątać tylko ktoś z zewnątrz. Nowym selekcjonerem w styczniu 2003 roku został więc Brazylijczyk Luiz Felipe Scolari, który kilka miesięcy wcześniej doprowadził reprezentację „canarinhos” do złotego medalu mistrzostw świata.

### 2004 – wicemistrzostwo Europy
Początki pracy Scolariego zbiegły się w czasie z renesansem klubów portugalskich na europejskiej arenie. FC Porto, prowadzone przez młodego trenera José Mourinho, zdobyło w czerwcu 2003 roku Puchar UEFA, a rok później – Puchar Mistrzów. Wprowadzona przez Mourinho nowa szkoła trenerska, podporządkowana żelaznej dyscyplinie taktycznej i skuteczności kosztem efektownego stylu gry oraz zaproponowany przez niego model trenera-wizjonera, który bierze pełną odpowiedzialność za wyniki zespołu, sprawdził się również w drużynie narodowej. Scolari podjął wiele niepopularnych, krytykowanych przez kibiców decyzji, np. zrezygnował z usług piłkarzy, którzy jeszcze do niedawna mieli niepodważalną pozycję w drużynie, jak napastnik João Pinto, obrońca Jorge Costa, czy – przede wszystkim – bramkarz Vítor Baía. Inny internacjonał Rui Costa musiał zadowolić się rolą rezerwowego. Brazylijczyk stwierdził, że od skupiska indywidualności woli zespół rzemieślników, który będzie bezwzględnie wykonywał jego polecenia. Nawet kapitan zespołu Luís Figo musiał podporządkować się trenerowi.
W miejsce odsuniętych piłkarzy Scolari wprowadził do kadry zawodników wypromowanych przez Mourinho w FC Porto. Nowy blok defensywny tworzyło zwykle aż pięciu graczy tego klubu: obrońcy Paulo Ferreira (25 lat), Ricardo Carvalho (26) i Nuno Valente (30) oraz dwaj defensywni pomocnicy Costinha (30) i Maniche (27). Najwięcej kontrowersji oraz sprzeciw samych piłkarzy wywołała zmiana dotychczasowego rozgrywającego; Rui Costę (32) zastąpił Deco (27), Brazylijczyk przekonany przez Scolariego do zmiany obywatelstwa, także wychowanek Mourinho. W swoim debiucie strzelił gola z rzutu wolnego, ale jeszcze w czasie przygotowań do mistrzostw Europy grupa zawodników z Figo na czele groziła buntem, jeśli selekcjoner da mu miejsce w wyjściowej jedenastce.
Przed rozpoczęciem mistrzostw, w okresie od lutego 2003 do czerwca 2004, Portugalia rozegrała siedemnaście meczów towarzyskich, z tak różnymi przeciwnikami jak np. Macedonia, Boliwia, Kazachstan, Kuwejt, Brazylia, Włochy, Anglia, czy Holandia. Zanotowała tylko trzy porażki, dwukrotnie z Włochami i raz (0:3) z Hiszpanią. Selekcjoner rozpoczął swoją kadencję od licznych eksperymentów, nie tylko kadrowych, ale też i taktycznych. Początkowo stosował ustawienie 3-5-2, które prowadzoną przez niego reprezentację Brazylii doprowadziło do mistrzostwa świata, ale ostatecznie wybrał 4-2-1-2-1, czyli tzw. „diament”.
Na inaugurację mistrzostw Portugalczycy niespodziewanie ulegli w Porto Grecji 1:2. Scolari postawił w tym meczu na starszych zawodników, w obronie zagrali piłkarze ze „Złotego pokolenia” Fernando Couto (35) i Rui Jorge (31), a na środku pomocy Rui Costa. Dziennikarze w obawie przed kolejnym szybkim odpadnięciem z turnieju zażądali od trenera radykalnych zmian. Przed następnym, decydującym meczem z Rosją, Scolari dokonał aż czterech roszad w składzie; Couto zastąpił Ricardo Carvalho, Rui Jorge’a Nuno Valente, Rui Costę Deco, a zamiast prawego obrońcy Paulo Ferreiry, który popełnił poważny błąd przy pierwszym golu dla Greków, wybiegł Miguel (26, SL Benfica). Na prawnym skrzydle trener wciąż widział Simão Sabrosę (25, Benfica), chociaż prasa domagała się wprowadzenia efektownego Cristiano Ronaldo, dziewiętnastolatka, kupionego właśnie przez Manchester United. Odmienieni Portugalczycy wygrali z podopiecznymi Gieorgija Jarcewa 2:0. W ostatnim spotkaniu, w którym po raz pierwszy szansę od pierwszej minuty dostał Ronaldo, ograli 1:0 Hiszpanię, i dzięki porażce Grecji z Rosjanami, zajęli pierwsze miejsce w grupie. Jedenastka, która wybiegła na boisko w meczu z Hiszpanią, grała w niezmienionym składzie aż do końca turnieju, a także w dużym stopniu na Mundialu 2006.
W ćwierćfinale Portugalczycy spotkali się z Anglią. Po dziewięćdziesięciu minutach utrzymywał się remis 1:1, a jeden gol dla każdego zespołu padł także w dogrywce. W konkursie rzutów karnych lepsi okazali się podopieczni Scolariego (6:5), a bohaterem spotkania był bramkarz Ricardo (28, Sporting CP), który nie tylko obronił jedną jedenastkę (bez rękawic), ale także – tę decydującą o zwycięstwie – samodzielnie wykonał. Ricardo, któremu kibice wielokrotnie zarzucali chimeryczność i nieprzewidywalność, i głośno domagali się powrotu do kadry Vítora Baí, został nowym bohaterem narodowym Portugalii. Rywalem Portugalczyków w półfinale byli Holendrzy, którzy swój poprzedni mecz wygrali także po karnych. Gospodarze turnieju zwyciężyli 2:1; strzelili w tym spotkaniu wszystkie trzy bramki, ponieważ gola dla Holandii zdobył Jorge Andrade. Mecz finałowy z Grecją określany był z jednej strony jako wielki rewanż, a z drugiej jako spotkanie dwu różnych sposobów myślenia o futbolu: koncepcji piłki defensywnej, nieefektownej, podporządkowanej strzeleniu gola i kurczowemu bronieniu wyniku, hołdowanej przez selekcjonera Greków Otto Rehhagela, i żywiołowości, radości i akcentowaniu przede wszystkim widowiskowości i piękna gry, za której przedstawicieli uważani byli Portugalczycy. Skuteczniejsza okazała się filozofia Rehhagela. Grecy wygrali 1:0 po bramce zdobytej w '57 minucie przez Angelosa Charisteasa.
System diamentowy, którego zwolennikiem był Scolari, cieszył się podczas Euro 2004 dużym zainteresowaniem, chociaż z powodzeniem był już stosowany wcześniej (np. przez Francję w czasie Euro 2000). W koncepcji Brazylijczyka „diament” wyglądał następująco: czterech obrońców, dwu defensywnych pomocników, rozgrywający, dwu skrzydłowych i napastnik (4-2-1-2-1, patrz grafika). Najaktywniejszym z obrońców był Miguel, jedno z odkryć turnieju, mimo iż wcześniej typowany był jako zmiennik Paulo Ferreiry. Tylko on włączał się do ataków. Wysocy stoperzy Ricardo Carvalho i Jorge Andrade (26, Deportivo La Coruña) stawiali się na polu karnym przeciwnika tylko w czasie wykonywania stałych fragmentów gry.
Zadaniem dwójki defensywnych pomocników Costinhi i Maniche'a było powstrzymywanie ataków rywala już na jego połowie oraz jak najszybsze przekazanie piłki rozgrywającemu Deco. Rzadko angażowali się w akcje zaczepne (jeśli już, to częściej Maniche, który nawet strzelił dwa gole, w tym decydujący o zwycięstwie w meczu z Holandią), najwyżej zaskakiwali bramkarza drużyny przeciwnej strzałami z daleka. „Mózgiem” zespołu był Deco, któremu dobre występy na portugalskich boiskach otworzyły drogę do Barcelony, której liderem był przez wiele kolejnych lat. Dobrze wyszkolony technicznie pomocnik czasem angażował się w akcje destrukcyjne, ale przede wszystkim był odpowiedzialny za rozpoczęcie ataku, zwykle podaniem do jego ze skrzydłowych.
Na skrzydłach grali Luís Figo (32, Real Madryt) i Cristiano Ronaldo, którzy wymieniali się pozycjami. Spokojny Figo, często cofający się pod swoją bramkę, częściej rozgrywający piłkę, aniżeli atakujący, był zdaniem wielu obserwatorów cennym dopełnieniem dla żywiołowego i efektownego, zainteresowanego tylko strzelaniem goli Cristiano Ronaldo. To właśnie Ronaldo zazwyczaj spełniał funkcję ostatniego napastnika-egzekutora, podczas gdy nominalny napastnik Pauleta (31, Paris Saint Germain) cofał się przed pole karne i odciągał uwagę obrońców rywali. Energiczne ataki z flanek, wspomagane przez Deco i Miguela, powodowały zamknięcie przeciwnika w jego własnym polu karnym jak w kleszczach.
Drugie miejsce zostało w Portugalii uznane za duży sukces, chociaż kibice i dziennikarze odczuwali spory niedosyt. Przypominano, że jest to najlepszy wynik drużyny w historii jej występów w finałach mistrzostw Europy oraz podkreślano, że nowe pokolenie piłkarzy nie jest wcale gorsze od tego, które właśnie kończyło reprezentacyjne kariery. A Luiz Felipe Scolari spełnił dane na samym początku swojej kadencji przyrzeczenie, że jego podopieczni awansują do finału Euro 2004. Dodał wtedy: „Rodacy w Brazylii wiedzą, że dotrzymuję słowa.”

### 2006 – IV miejsce w mistrzostwach świata
Po zdobyciu wicemistrzostwa Europy reprezentacyjne kariery zakończyli rezerwowi na tamtym turnieju Fernando Couto (35 lat), Rui Jorge (31) i Rui Costa (32). Rozbrat z kadrą ogłosił również kapitan drużyny Luís Figo, ale jego rozłąka z reprezentacją trwała tylko osiem miesięcy; dał się namówić Scolariemu na powrót przed spotkaniem eliminacyjnym do Mundialu 2006 ze Słowacją w marcu 2005 roku. W czasie jego nieobecności, kiedy na prawej flance występował najczęściej Simão Sabrosa (25), Portugalczycy rozegrali sześć spotkań w kwalifikacjach; zanotowali cztery zwycięstwa (w tym 7:1 z Rosją), ale także dwa remisy ze znacznie niżej notowanymi rywalami: Słowacją i Liechtensteinem (2:2). Ostatecznie rozgrywki zakończyli na pierwszym miejscu i po raz czwarty (a drugi z rzędu) awansowali do finałów mistrzostw świata. Chociaż Scolari w eliminacjach często pozwalał sobie na eksperymenty kadrowe, to zasadniczo pierwsza jedenastka pozostawała niezmieniona. Brazylijczyk konsekwentnie stawiał na piłkarzy, którzy dotarli do finału Euro 2004.
Zawodnicy, których nazwiska w większości jeszcze dwa lata temu były nieznane poza swoim krajem, tym razem jechali na mistrzostwa jako gwiazdy europejskiego formatu. Bramkarz Ricardo (30) ustabilizował formę i ze Sportingiem dotarł w 2005 roku do finału Pucharu UEFA. W budowanym przez Romana Abramowicza zespole mistrza Anglii Chelsea F.C. pewne miejsce w składzie mieli obrońcy Ricardo Carvalho (28) i Paulo Ferreira (27). Liderem FC Barcelony – zdobywcy Pucharu Mistrzów ad. 2006 – był Deco (29), a jego partner z reprezentacji Cristiano Ronaldo (21) stał się nowym idolem fanów Manchesteru United. Najbardziej doświadczeni piłkarze – Pauleta (33) i Figo (34) – także grali w jedenastkach renomowanych klubów, odpowiednio Paris Saint Germain i Interu Mediolan.
Niedługo przed Mundialem portugalskich kibiców zelektryzowały dwie niepokojące wiadomości. Bohaterem pierwszej był selekcjoner Scolari, który otrzymał propozycję pracy z reprezentacją Anglii. Brazylijczyk miał po mistrzostwach zastąpić na tym stanowisku Szweda Svena-Görana Erikssona, ale odmówił, tłumacząc się względami moralnymi; nie mógł sobie wyobrazić sytuacji, w której na mistrzostwach Portugalczycy spotkaliby się z Anglikami. Druga wiadomość dotyczyła jednego z liderów formacji defensywnej Jorge’a Andrade (28). Zawodnik Deportivo La Coruña w lutym doznał poważnej kontuzji kolana, która – jak się okazało – wyeliminowała go z udziału w turnieju. Jego miejsce w jedenastce zajął jego rówieśnik Fernando Meira z VfB Stuttgart.
W 2006 do pierwszego meczu Mundialu Portugalczycy rozegrali jedynie trzy spotkania sparingowe, z drużynami znacznie niżej rozstawionymi: Arabią Saudyjską (3:0), Wyspami Zielonego Przylądka (4:1) i Luksemburgiem (3:0). Zresztą wydaje się, że specyficzny dobór rywali był jednym z elementów długoterminowego planu taktycznego Scolariego, bowiem od czasu zakończenia Euro 2004 jego podopieczni ani razu nie zmierzyli się z zespołem ze światowej lub europejskiej czołówki. Ich rywalami w meczach towarzyskich byli Irlandczycy, Kanadyjczycy, Egipcjanie i Irlandczycy z Ulsteru.
Być może wybór słabszych reprezentacji w przygotowaniach, związany był z poziomem przeciwników Portugalczyków na mistrzostwach. Po losowaniu grup komentatorzy zgodnie orzekli, że podopieczni Scolariego nie mogli lepiej trafić; w pierwszej rundzie mieli zmierzyć się z Meksykanami, Irańczykami oraz debiutującą na Mundialu Angolą. Scolari chciał wygrać grupę jak najmniejszym nakładem sił, ale jednocześnie pamiętał o porażce sprzed czterech lat, kiedy Portugalczycy również byli faworytem, a ostatecznie ulegli Stanom Zjednoczonym i Korei Południowej. W pierwszym spotkaniu (rozegranym bez kontuzjowanego Deco) wygrali 1:0 z Angolą; po szybko strzelonym golu (w '4 minucie przez Pauletę) atakowali z coraz mniejszym impetem, oszczędzając energię. Po drugiej wygranej – 2:0 z Iranem – mieli już zapewniony awans do 1/8 finału, więc na ostatni mecz Scolari desygnował jedenastkę złożoną w dużej mierze z dublerów. Bez Nuno Valente, Costinhi, Cristiano Ronaldo i Paulety Portugalczycy ograli 2:1 Meksyk. Mimo trzech zwycięstw, wielu komentatorów narzekało, że wicemistrzowie Europy ponad efektowny styl gry, z którego do niedawna słynęli, przedłożyli piłkarską kalkulację, czyli jak najszybsze zdobycie gola i bronienie wyniku do końca meczu.
Spotkanie drugiej rundy z Holendrami zapisało się w historii jako najbrutalniejszy mecz tych mistrzostw; rosyjski sędzia Walentin Iwanow pokazał aż szesnaście żółtych kartek i cztery czerwone, w tym dwie dla Portugalczyków Costinhi i Deco. Jedyny gol padł w 23. minucie, a jego strzelcem – tak jak w spotkaniu tych drużyn na Euro 2004 – był Maniche. W ćwierćfinale rywalem Portugalii był inny zespół, z którym, zresztą na tym samym etapie rozgrywek, zmierzyli się na ostatnich mistrzostwach Europy – Anglia. Identycznie jak przed dwoma laty o zwycięstwie podopiecznych Scolariego zdecydowały rzuty karne (0:0, k. 3:1), a w nich znów dobrze spisał się Ricardo, który obronił trzy jedenastki. To była trzecia z rzędu porażka Synów Albionu na wielkim turnieju z drużyną prowadzoną przez Scolariego, bowiem na Mundialu 2002 ulegli przyszłym mistrzom świata Brazylijczykom. Półfinał również miał być rewanżem za mecze z przeszłości; oba zespoły, Portugalia i Francja, mierzyły się ze sobą – także w półfinałach – na Euro 1984 i Euro 2000, i za każdym razem górą byli Trójkolorowi. Tym razem również wygrali (1:0), po golu Zinédine’a Zidane’a z rzutu karnego. Portugalczykom pozostał mecz o trzecie miejsce, i gdyby zdobyli brązowy medal, to powtórzyliby sukces Eusébio i jego kolegów z Mundialu 1966. Jednak gospodarze mistrzostw Niemcy okazali się za silni, i, głównie dzięki skuteczności Bastiana Schweisteigera i słabszej dyspozycji Ricardo (przepuścił gole z 20 i 30 metrów), zwyciężyli 3:1.
Scolari nie wprowadził prawie żadnych modyfikacji do systemu gry od czasu Euro 2004. Portugalia, tak jak dwa lata wcześniej, grała „diamentem”, czyli ustawieniem 1-4-2-1-2-1 (patrz grafika oraz analiza gry na mistrzostwach Europy). W jedenastce zaszła tylko jedna – zresztą wymuszona przez kontuzję – zmiana: Jorge’a Andrade na środku defensywy zastąpił Fernando Meira. Jego partnerem był Ricardo Carvalho oraz na lewej stronie Nuno Valente (32, Everton), a na prawej Miguel (Valencia CF), który po raz kolejny stasował cieszącego się większą renomą Paulo Ferreirę. Gracz Chelsea F.C. zagrał tylko w dwu meczach, w tym w jednym od początku, kiedy z powodu kontuzji zabrakło Miguela. Wydaje się, że na Mundialu to właśnie defensywa była najsilniejszą oraz najrówniej i najspokojniej grającą formacją Portugalii. W porównaniu z mistrzostwami Europy portugalscy obrońcy, szczególnie Nuno Valente, częściej włączali się do akcji ofensywnych.
Liderem drugiej linii był Deco, który jednak dobre mecze przeplatał ze słabymi (półfinał z Francją), a wytłumaczeniem jego chimerycznej postawy mogło być zmęczenie po ciężkim i owocnym (Puchar Mistrzów i mistrzostwo Hiszpanii) sezonie z Barceloną oraz lekka kontuzja, jakiej nabawił się tuż przed turniejem. Za plecami miał solidnych Maniche'a oraz doświadczonego Costinhę (32, Dinamo Moskwa), którego trzykrotnie w pierwszej jedenastce zastępował młodszy o dwa lata Petit (SL Benfica). Defensywni pomocnicy odciążyli Deco od walki o odzyskanie piłki, dlatego pomocnik Barcelony mógł skupić się na konstruowaniu akcji, strzałach z daleka (w spotkaniu z Iranem zdobył gola z 25 metrów) i dyrygowaniem skrzydłowymi – Luísem Figo (34) i Cristiano Ronaldo (21). Kapitan Figo, dla którego mistrzostwa były pożegnaniem z reprezentacją, bazował głównie na rutynie i piłkarskim wyrachowaniu, ale to pozwoliło mu zebrać pozytywne recenzje. Jego vis-à-vis, który zresztą – jako jedyny Portugalczyk – trafił do najlepszej jedenastki turnieju, znów wyróżniał się efektywnym stylem gry i zamiłowaniem do dryblingu.
Portugalczycy w siedmiu meczach strzelili zaledwie siedem goli, w tym pięć w rundzie grupowej. Najlepszym strzelcem okazał się defensywny pomocnik Maniche, który dwukrotnie pokonał bramkarza rywali. Najbardziej krytykowanym piłkarzem portugalskiej jedenastki był niewidoczny Pauleta (33). Widząc jego słabą postawę, Scolari często w czasie meczu wprowadzał za niego Simão Sabrosę, który następnie zmieniał się pozycjami ze skrzydłowym Cristiano Ronaldo. Jednak selekcjoner konsekwentnie od początku meczu wystawiał napastnika PSG, chociaż obserwatorzy i kibice domagali się sprawdzenia Nuno Gomesa (30). Zawodnik Benfiki Lizbona dostał swoją szansę dopiero w ostatnim spotkaniu; wszedł na boisko w '69 minucie i strzelił gola.
Chociaż Scolari przed turniejem zapowiedział, że po Mundialu złoży dymisję, pozostał na swoim stanowisku i prowadził zespół w eliminacjach do Euro 2008, w których Portugalczycy musieli już sobie radzić bez Figo i Paulety.

### 2008 – ćwierćfinał mistrzostw Europy
Czas kwalifikacji do Euro 2008 upłynął pod znakiem długiej i nerwowej walki o udział w turnieju oraz licznych eksperymentów kadrowych. Portugalczycy zanotowali aż sześć remisów (m.in. dwukrotnie z Finlandią oraz Serbią i raz z Armenią), a ze zwycięzcą grupy – Polską zdobyli tylko jeden punkt (1:2 i 2:2). Do ostatniego meczu rywalizowali o miejsce gwarantujące start w turnieju z Serbami i Finami. Podobnie jak nieskuteczność zawodników, komentarze wywoływało zachowanie Scolariego, który na konferencjach prasowych wyzywał dziennikarzy, a w spotkaniu z Serbią rzucił się z pięściami na jednego z zawodników rywali, za co został zawieszony na trzy mecze. Humorów piłkarzom i kibicom nie poprawiły wyniki w sparingach przed turniejem; Portugalia uległa zarówno mistrzom świata Włochom (1:3), jak i aktualnym mistrzom Europy Grekom (1:2).
Brazylijski selekcjoner przed mistrzostwami dokonał znacznych i odważnych zmian w reprezentacji. Odsunął od kadry Nuno Valente, Tiago i Costinhę, a także – co wzbudziło największe kontrowersje – Maniche’a. Brak powołania dla dotychczasowego lidera drugiej linii Scolari tłumaczył tym, że zawodnik przez cały sezon był tylko rezerwowym w Interze Mediolan. Inne przesunięcia w jedenastce zostały wymuszone – Luis Figo i Pauleta po mistrzostwach świata zakończyli reprezentacyjne kariery. Ich miejsca w kadrze zajęli ich dotychczasowi zmiennicy, tj. Simão Sabrosa (29) i Nuno Gomes (32). Obaj zresztą byli krytykowani za nieskuteczność, a wśród słabszych stron drużyny podawano właśnie brak klasowych napastników. Maniche’a zaś zastąpił 22-letni João Moutinho (Sporting CP), jeden z częściej chwalonych graczy portugalskich podczas turnieju. Losu pomocnika Interu nie podzielił bramkarz Ricardo (32), chociaż ostatni sezon również spędził głównie na ławce rezerwowych, gdyż po przejściu do Realu Betis nie udało mu się wygrać rywalizacji z Casto.
Scolari jeszcze w czasie eliminacji długo konstruował linię obrony. W czternastu spotkaniach w defensywie grało piętnastu różnych zawodników, najczęściej: Miguel (28 lat), Ricardo Carvalho (30) i Paulo Ferreira (29). Selekcjoner największy kłopot miał z obsadą lewej strony: dotychczasowy podstawowy gracz na tej pozycji Nuno Valente (34) nie grał w swoim klubie Evertonie i wypadł z kadry już w październiku 2006 roku, po przegranym 1:2 meczu z Polską. Początkowo jego następcą został Marco Caneira z Valencii, jednakże Scolari coraz częściej przesuwał na lewą flankę prawonożnego Paulo Ferreirę.
I na taki właśnie wariant zdecydował się podczas mistrzostw. Partnerami Ferreiry w linii defensywy byli: doświadczony Ricardo Carvalho, jedyny piłkarz z tej formacji, który grał w podstawowej jedenastce na ostatnim Mundialu, oraz dwaj młodzi i nie ograni gracze Realu Madryt: 25-letni naturalizowany Brazylijczyk, który miał za sobą udany sezon w hiszpańskim klubie, Pepe (środek) oraz urodzony w Kongu 26-letni Bosingwa (prawa strona), nowy nabytek Chelsea F.C. Obecność dwu debiutantów na tych pozycjach została również spowodowana przez kontuzję Jorge’a Andrade, który po raz drugi z rzędu przez problemy zdrowotne nie pojechał na międzynarodowy turniej. Nowi defensorzy oprócz obowiązków obronnych wywiązywali się również z zadań stricte ofensywnych – Bosingwa, przy aktywnym i stale zmieniającym pozycje Cristiano Ronaldo, właściwie pełnił rolę skrzydłowego, zaś Pepe był częstym gościem na polu karnym przeciwnika, i to nie tylko podczas stałych fragmentów gry, ale także w czasie ataków pozycyjnych. Dowodem jego zaangażowania w akcje linii napadu są dwa gole (tylko jeden został uznany), jakie strzelił w pierwszym spotkaniu z Turcją. Jeden z nich padł po dwójkowej akcji z Nuno Gomesem. Tak jak i w dwu poprzednich turniejach najczęściej krytykowana była lewa strona – Paulo Ferreira często popełniał błędy (mecz ze Szwajcarią, w którym opuścił boisko już po pierwszej połowie) oraz rzadko angażował się w akcje ofensywne.
Rozgrywki grupowe Portugalczycy zainaugurowali zwycięstwem 2:0 z Turcją. Następnie pokonali 3:1 najgroźniejszego rywala w walce o awans do ćwierćfinału – Czechy. Jedną z bramek dla podopiecznych Scolariego strzelił Cristiano Ronaldo (23), najskuteczniejszy strzelec w eliminacjach (5 goli) i – przynajmniej w opinii Johana Cruyffa – najlepszy piłkarz globu. Był to pierwszy i ostatni gol napastnika Manchesteru United, któremu dziennikarze zarzucali, że bardziej interesuje się doglądaniem transferu do Realu Madryt niż przygotowywaniem do kolejnych zawodów. Zdaniem wielu komentatorów król strzelców Premiership nie zdołał podczas mistrzostw wziąć na siebie ciężaru rozgrywania akcji i nie potwierdził wysokiej klasy z rozgrywek ligowych i Champions League. W ostatnim spotkaniu grupowym podopieczni Scolariego ulegli 0:2 współgospodarzom imprezy Szwajcarom. Brazylijski szkoleniowiec w porównaniu z poprzednimi meczami dokonał w tym spotkaniu aż ośmiu zmian personalnych.
Portugalczycy zakończyli swój udział w mistrzostwach na ćwierćfinale. Zmierzyli się w nim z Niemcami, z którymi grali już podczas ostatniego Mundialu. I tak jak zawsze za czasów Scolariego wygrywali z Anglią, tak i podtrzymali tradycję przegranych spotkań z Niemcami. Podopieczni Joachima Löwa, który z powodu czerwonej kartki musiał oglądać ten mecz z trybun (na boisku jego obowiązki pełnił Hansi Flick), już po pół godzinie gry prowadzili 2:0. Ostatecznie wygrali 3:2, a bramki dla Portugalii zdobyli kapitan drużyny Nuno Gomes oraz rezerwowy Hélder Postiga (26).
Ćwierćfinałowy mecz z Niemcami był siedemdziesiątym czwartym i ostatnim w selekcjonerskiej przygodzie Scolariego. Jeszcze w czasie trwania turnieju ogłoszono, że od nowego sezonu Brazylijczyk będzie pracował w Chelsea F.C., gdzie spotkał swoich podopiecznych z kadry: Paulo Ferreirę, Bosingwę, Ricardo Carvalho, a także Michaela Ballacka, który zdobył zwycięskiego gola dla Niemiec. Scolari w ciągu pięciu lat pracy z drużyną narodową Portugalii wprowadził ją do czołówki drużyn europejskich: zdobył wicemistrzostwo Starego Kontynentu oraz doprowadził do czwartego miejsca na mistrzostwach świata. Miał swój udział w wykreowaniu jednej z najlepszych generacji zawodników w historii futbolu portugalskiego. Jego następcą jeszcze w tym samym (2008) roku został Carlos Queiroz

## Lata 2008–2016.
2010 – 1/8 finału mistrzostw świata
W eliminacjach do Mistrzostw Świata 2010 w RPA Portugalczycy znaleźli się w grupie 1, razem z Danią, Szwecją, Węgrami, Albanią i Maltą. Zajęli w niej drugie miejsce z dziewiętnastoma punktami po pięciu zwycięstwach, czterech remisach i jednej porażce. ustępując o dwa punkty reprezentacji Danii. Oznaczało to grę w barażach, w których to spotkali się z reprezentacją Bośni i Hercegowiny. Po dwóch skromnych zwycięstwach (po 1:0) awansowali oni do turnieju głównego
Na MŚ 2010 reprezentacja Portugalii znalazła się w grupie G razem z Brazylią, Wybrzeżem Kości Słoniowej i Koreą Północną. Po jednym zwycięstwie (z Koreą Północną 7:0), oraz dwóch remisach (z Wybrzeżem kości Słoniowej oraz z Brazylią po 0:0) awansowała ona do 1/8 finału. Zmierzyła się tam z reprezentacją Hiszpanii z którą przegrała 0:1 po golu Davida Villi. Odpadła tym samym z turnieju.
2012 – III/IV miejsce na Mistrzostwach Europy
Po Mundialu 2010 Queiroz został zawieszony na pół roku za obrażenie kontrolerów antydopingowych. W tym czasie Portugalczycy (prowadzeni na boisku de facto przez Agostinho Oliveirę) rozpoczęli eliminacje do Euro 2012; po dwóch pierwszych meczach mieli na koncie tylko jeden punkt, po remisie z Cyprem (4:4) i porażce z Norwegią (0:1). 9 września, dwa dni po tym ostatnim spotkaniu, portugalska federacja postanowiła rozwiązać kontrakt z trenerem. Jego następcą został Paulo Bento. Pod jego wodzą reprezentacja zajęła ostatrecznie drugie miejsce w grupie eliminacyjnej i poprzez baraże z Bośnią i Hercegowiną (0:0 i 6:2), awansowała do Mistrzostw Europy w Polsce i na Ukrainie.
Na tych mistrzostwach Portugalczycy grali w grupie B razem z Niemcami, Danią i Holandią. Po dwóch zwycięstwach (z Danią 3:2 i Holandią 2:1) i jednej porażce (z Niemcami 0:1) z sześcioma punktami na koncie awansowali do ćwierćfinału gdzie zmierzyli się z reprezentacją Czech. Wygrali ten mecz 1:0 po bramce Cristiano Ronaldo. Awansowali tym samym do półfinału w którym to zagrali z reprezentacją Hiszpanii. Po regulaminowych 90 minutach spotkania, a także dodatkowych 30 minutach dogrywki utrzymał się wynik 0:0. Do wyłonienia finalisty potrzebne były zatem rzuty karne w których lepsi okazali się Hiszpanie (wygrali 4:2). Portugalczycy musieli więc pożegnać się z turniejem.
2014 – faza grupowa Mistrzostw Świata
W kwalifikacjach do brazylijskiego Mundialu podopieczni Paulo Bento zajęli w swojej grupie eliminacyjnej (Rosja, Izrael, Azerbejdżan, Irlandia Północna i Luksemburg) drugie miejsce z dorobkiem dwudziestu jeden punktów tuż za plecami reprezentacji Rosji. Skutkowalo to koniecznością ponownego grania w barażach, tym razem z reprezentacją Szwecji. Po dwóch zwycięstwach (1:0 i 3:2) udało im się awansować do Mundialu.
Na turnieju Portugalczycy zostali przydzieleni do grupy G razem z Niemcami, Stanami Zjednoczonymi, oraz Ghaną. Po jednym zwycięstwie (z Ghaną 2:1), jednym remisie (z USA 2:2) i porażce z Niemcami (0:4) zakończyli swój udział w mistrzostwach na fazie grupowej.
2016 – mistrzostwo Europy
W eliminacjach do turnieju we Francji podopieczni Fernando Santosa (Paulo Bento został zwolniony po meczu eliminacyjnym z Albanią) zajęli pierwsze miejsce z 21 punktami, odnosząc siedem zwycięstw (dwukrotnie z Danią, Serbią, oraz Armenią i jednokrotnie z Albanią) i tylko raz przegrywając (z Albańczykami).
Na Euro 2016 Portugalczycy grali w grupie razem z Węgrami, Islandią i Austrią. Po trzech remisach kolejno z: Islandią (1:1), Austrią (0:0) i Węgrami (3:3), z trzema punktami na koncie i bilansem bramkowym 4:4 awansowali ostatecznie do kolejnej fazy turnieju. W 1/8 finału spotkali się z reprezentacją Chorwacji, z którą wygrali po dogrywce 1:0. Gola na wagę awansu do ćwierćfinału zdobył Ricardo Quaresma. W 1/4 finału reprezentacja Portugalii zmierzyła się z reprezentacją Polski. Po regulaminowych 90 minutach, oraz dodatkowych 30 minutach dogrywki na tablicy wyników widniał remis 1:1. Do wyłonienia zwycięzcy potrzebne były więc rzuty karne, które Portugalczycy wygrali 5:3. W półfinale reprezentacja Portugalii zmierzyła się z reprezentacją Walii. Wygrała ten mecz 2:0 po golach Cristiano Ronaldo i Naniego. Awansowała tym samym do finału, w którym zmierzyła się z gospodarzem turnieju, Francją. Portugalia pokonała Francję po dogrywce 1:0 po golu strzelonym przez Édera. Był to pierwszy finał Portugalczyków od czasu Euro 2004, którego byli gospodarzami.
2018 –1/8 finału mistrzostw świata
Portugalia została przydzielona do grupy B w eliminacjach do Mistrzostw Świata 2018. W grupie tej rywalizowała ze Szwajcarią, Węgrami, Wyspami Owczymi, Łotwą oraz Andorą. Mimo że Portugalczycy, świeżo upieczeni mistrzowie Europy, przegrali pierwszy mecz eliminacyjny ze Szwajcarią, później rozegrali spokojne eliminacje, wygrywając pozostałe spotkania. Szczególnie wyróżniał się Cristiano Ronaldo, który zdobył aż 10 z 32 goli zespołu, co przyczyniło się do zajęcia przez Portugalię pierwszego miejsca w grupie, ex aequo ze Szwajcarią, ale z lepszym bilansem bramkowym.
Na Mistrzostwa Świata odbywających się w Rosji, Portugalia trafiła do grupy B wraz z Hiszpanią, Iranem i Marokiem. Mecze odbywały się kolejno w Soczi, Moskwie i Sarańsku. W pierwszym spotkaniu Portugalia zremisowała z Hiszpanią 3:3, a Cristiano Ronaldo zdobył w nim hat-tricka. W drugim meczu pokonała Maroko 1:0. W ostatnim spotkaniu grupowym Portugalia zremisowała z Iranem i zajęła drugie miejsce w grupie. W meczu 1/8 finału Portugalia przegrała z Urugwajem 1:2, pomimo wyrównującego gola Pepe. Urugwajczycy zdobyli zwycięskiego gola i tym samym odpadli Portugalczycy z turnieju.

2020 – 1/8 finału na Mistrzostwach Europy
W eliminacjach do Euro 2020  zajęli drugie miejsce w grupie B za Ukrainą, zdobywając 20 punktów. Odnieśli siedem zwycięstw, dwa remisy (z Ukrainą i Serbią) oraz jedną porażkę (z Ukrainą).
W losowaniu grup finałowych, które miało miejsce 30 listopada 2019 roku, Portugalia znalazła się w grupie C z Francją, Niemcami oraz zwycięzcą baraży grupy A  Węgrami. Grupa ta była uznawana za "grupę śmierci", a mecze rozgrywano w Monachium i Budapeszcie. Z powodu pandemii COVID-19, faza finałowa Euro została przełożona na czerwiec 2021 roku.
Na Euro 2020 pierwszym rywalem Portugalii były Węgry na Puskás Aréna w Budapeszcie. Portugalia wygrała 3:0 po golach Guerreiro i dwukrotnie Ronaldo. W drugim meczu fazy grupowej Portugalia przegrała 2:4 z Niemcami na Allianz Arenie w Monachium. W ostatnim meczu grupy, ponownie w Budapeszcie, Portugalia zremisowała 2:2 z Francją. Kończąc fazę grupową na trzecim miejscu.W 1/8 finału, zmierzyła się z Belgią w Sewilli. Mecz był bardzo wyrównany i taktycznie ostrożny, jednak Belgowie objęli prowadzenie tuż przed przerwą dzięki bramce Thorgana Hazarda. Pomimo licznych ataków Portugalii w drugiej połowie, wynik nie uległ zmianie i Portugalczycy odpadli z turnieju.
2022 –Ćwierćfinał mistrzostw świata
Eliminacje do Mistrzostw Świata 2022 rozpoczęły się dla Portugalii losowaniem 7 grudnia, kiedy to drużyna została przydzielona do grupy A wraz z Serbią, Irlandią, Luksemburgiem oraz Azerbejdżanem. Zajeli drugie miejsce w grupie w efekcie zmuszeni byli do gry w barażach, gdzie pokonali Turcję, a następnie Macedonię Północną, zapewniając sobie awans na mundial w Katarze.
Na Mistrzostwach Świata 2022 Portugalia trafiła do grupy H z Ghaną, Urugwajem i Koreą Południową. W pierwszym meczu pokonała Ghanę 3:2, a Cristiano Ronaldo został pierwszym piłkarzem w historii, który strzelał gole na pięciu mundialach. W kolejnym spotkaniu Portugalia wygrała 2:0 z Urugwajem i zapewniła sobie awans do 1/8 finału. W ostatnim meczu grupowym, występując w rezerwowym składzie, przegrała 1:2 z Koreą Południową, ale zachowała pierwsze miejsce w grupie.
W 1/8 finału Portugalia rozbiła Szwajcarię 6:1, a hat-trickiem popisał się Gonçalo Ramos. W ćwierćfinale przegrała 0:1 z Marokiem, mimo wielu okazji bramkowych. Kilka dni po odpadnięciu z turnieju ogłoszono zakończenie pracy Fernando Santosa jako selekcjonera.
2024 –Ćwierćfinał na Mistrzostwach Europy
W eliminacjach do Euro 2024 Portugalia trafiła do grupy J z Bośnią i Hercegowiną, Islandią, Luksemburgiem, Słowacją i Liechtensteinem. Zespół prowadzony przez Roberto Martíneza wygrał wszystkie 10 spotkań, ustanawiając nowy rekord bramkowy w historii swoich eliminacji. Wysoko wygrywał m.in. 6:0 z Luksemburgiem na wyjeździe czy 9:0 u siebie  co było najwyższym zwycięstwem w dziejach portugalskiej reprezentacji. Cristiano Ronaldo został w tym czasie rekordzistą pod względem liczby występów i strzelił kilka kluczowych goli, w tym w swoim 200. meczu dla kadry.
Na Euro 2024 Portugalia rozpoczęła od zwycięstwa 2:1 nad Czechami, zapewnionego golem Francisco Conceição w doliczonym czasie gry. W kolejnym meczu drużyna wygrała 3:0 z Turcją po spokojnym i kontrolowanym występie. Trzecie spotkanie, rozgrywane w rezerwowym składzie, zakończyło się niespodziewaną porażką 0:2 z Gruzją, choć nie wpłynęło to na pierwsze miejsce w grupie.  W 1/8 finału Portugalia po bezbramkowym remisie ze Słowenią awansowała po serii rzutów karnych, w której Diogo Costa obronił wszystkie trzy strzały rywali. W ćwierćfinale rywalem była Francja. Po kolejnym bezbramkowym meczu decydowały rzuty karne  tym razem João Félix trafił w słupek, a Portugalczycy pożegnali się z turniejem. Kilka tygodni po zakończeniu mistrzostw Pepe ogłosił zakończenie kariery reprezentacyjnej, kończąc ją z dorobkiem 141 występów.

### Najwięcej goli w kadrze

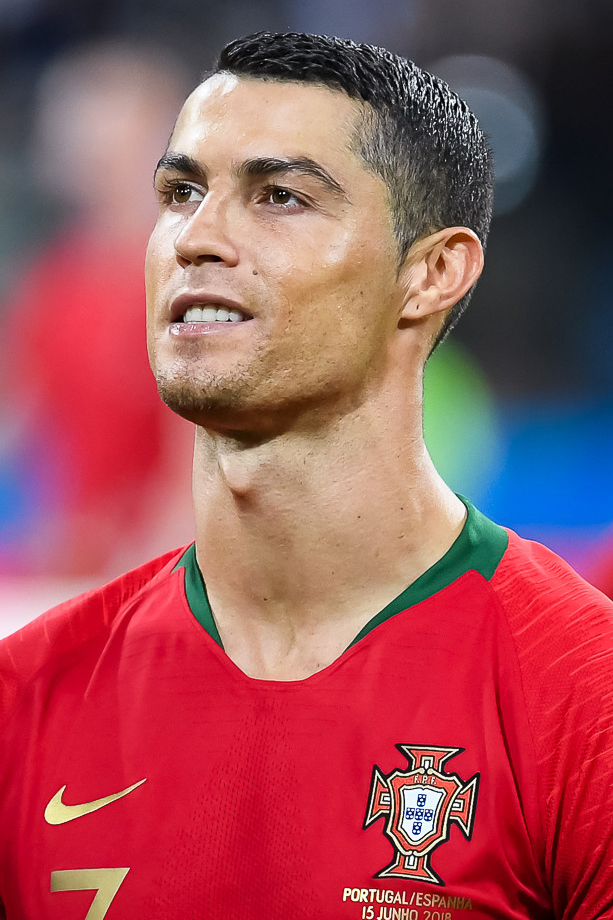
Cristiano Ronaldo – najlepszy strzelec i rekordzista pod względem występów.

## Udział w międzynarodowych turniejach
| 1930 | Nie brała udziału       | Nie brała udziału       |
| 1934 | Nie zakwalifikowała się | Nie zakwalifikowała się |
| 1938 | Nie zakwalifikowała się | Nie zakwalifikowała się |
| 1950 | Nie zakwalifikowała się | Nie zakwalifikowała się |
| 1954 | Nie zakwalifikowała się | Nie zakwalifikowała się |
| 1958 | Nie zakwalifikowała się | Nie zakwalifikowała się |
| 1962 | Nie zakwalifikowała się | Nie zakwalifikowała się |
| 1966 | Awans                   | III Miejsce             |
| 1970 | Nie zakwalifikowała się | Nie zakwalifikowała się |
| 1974 | Nie zakwalifikowała się | Nie zakwalifikowała się |
| 1978 | Nie zakwalifikowała się | Nie zakwalifikowała się |
| 1982 | Nie zakwalifikowała się | Nie zakwalifikowała się |
| 1986 | Awans                   | Faza grupowa            |
| 1990 | Nie zakwalifikowała się | Nie zakwalifikowała się |
| 1994 | Nie zakwalifikowała się | Nie zakwalifikowała się |
| 1998 | Nie zakwalifikowała się | Nie zakwalifikowała się |
| 2002 | Awans                   | Faza grupowa            |
| 2006 | Awans                   | IV Miejsce              |
| 2010 | Awans                   | 1/8 Finału              |
| 2014 | Awans                   | Faza grupowa            |
| 2018 | Awans                   | 1/8 Finału              |
| 2022 | Awans                   | Ćwierćfinał             |

| 1960 | Nie zakwalifikowała się | Nie zakwalifikowała się |
| 1964 | Nie zakwalifikowała się | Nie zakwalifikowała się |
| 1968 | Nie zakwalifikowała się | Nie zakwalifikowała się |
| 1972 | Nie zakwalifikowała się | Nie zakwalifikowała się |
| 1976 | Nie zakwalifikowała się | Nie zakwalifikowała się |
| 1980 | Nie zakwalifikowała się | Nie zakwalifikowała się |
| 1984 | Awans                   | III/IV miejsce          |
| 1988 | Nie zakwalifikowała się | Nie zakwalifikowała się |
| 1992 | Nie zakwalifikowała się | Nie zakwalifikowała się |
| 1996 | Awans                   | Ćwierćfinał             |
| 2000 | Awans                   | III/IV miejsce          |
| 2004 | Gospodarz               | II miejsce              |
| 2008 | Awans                   | Ćwierćfinał             |
| 2012 | Awans                   | III/IV miejsce          |
| 2016 | Awans                   | Mistrzostwo             |
| 2020 | Awans                   | 1/8 finału              |
| 2024 | Awans                   | Ćwierćfinał             |

## Rekordziści
Kolorem niebieskim zaznaczono wciąż aktywnych piłkarzy
Stan na 8 sierpnia 2025
| Lp. | Zawodnik          | Lata gry  | Mecze | Bramki |
| --- | ----------------- | --------- | ----- | ------ |
| 1.  | Cristiano Ronaldo | 2003–     | 221   | 138    |
| 2.  | João Moutinho     | 2005–2022 | 146   | 7      |
| 3.  | Pepe              | 2007–2024 | 141   | 8      |
| 4.  | Luís Figo         | 1991–2006 | 127   | 32     |
| 5.  | Nani              | 2006–2017 | 112   | 24     |
| 6.  | Fernando Couto    | 1990–2004 | 110   | 8      |
| 7.  | Rui Patrício      | 2010–2024 | 108   | 0      |
| 8.  | Bernardo Silva    | 2015–     | 102   | 13     |
| 9.  | Bruno Alves       | 2007–2018 | 96    | 11     |
| 10. | Rui Costa         | 1993–2004 | 94    | 26     |

| Lp. | Zawodnik          | Lata gry  | Bramki | Mecze | Średnia |
| --- | ----------------- | --------- | ------ | ----- | ------- |
| 1.  | Cristiano Ronaldo | 2003–     | 138    | 221   | 0.62    |
| 2.  | Pauleta           | 1997–2006 | 47     | 88    | 0.53    |
| 3.  | Eusébio           | 1961–1973 | 41     | 64    | 0.64    |
| 4.  | Luís Figo         | 1991–2006 | 32     | 127   | 0.25    |
| 5.  | Nuno Gomes        | 1996–2011 | 29     | 79    | 0.37    |
| 6.  | Hélder Postiga    | 2003–2014 | 27     | 71    | 0.38    |
| 7.  | Rui Costa         | 1993–2004 | 26     | 94    | 0.28    |
| 8.  | Nani              | 2006–2017 | 24     | 112   | 0.21    |
| 9.  | João Pinto        | 1991–2002 | 23     | 81    | 0.28    |
| 10. | Tamagnini Nené    | 1971–1984 | 22     | 66    | 0.33    |
| 10. | Simão Sabrosa     | 1998–2010 | 22     | 85    | 0.26    |

## Aktualny skład
26 osobowa kadra na Mistrzostwa Europy 2020, które odbywały się w dniach 11 czerwca 2021–11 lipca 2021. Występy i gole aktualne na 20 czerwca 2021.
| Nr         | Imię i nazwisko   | Data urodzenia       | Występy   | Gole      | Obecny klub             |
| Bramkarze  | Bramkarze         | Bramkarze            | Bramkarze | Bramkarze | Bramkarze               |
| ---------- | ----------------- | -------------------- | --------- | --------- | ----------------------- |
| 1          | Rui Patrício      | 15 lutego 1988       | 105       | 0         | AS Roma                 |
| 12         | José Sá           | 17 stycznia 1993     | 0         | 0         | Wolverhampton Wanderers |
| 22         | Diogo Costa       | 19 września 1999     | 10        | 0         | FC Porto                |
| Obrońcy    |                   |                      |           |           |                         |
| 2          | Diogo Dalot       | 18 marca 1999        | 8         | 2         | Manchester United       |
| 3          | Pepe              | 26 lutego 1983       | 131       | 7         | FC Porto                |
| 4          | Rúben Dias        | 14 maja 1997         | 42        | 2         | Manchester City         |
| 5          | Raphaël Guerreiro | 22 grudnia 1993      | 59        | 3         | Borussia Dortmund       |
| 19         | Nuno Mendes       | 19 czerwca 2002      | 18        | 0         | Paris Saint-Germain     |
| 20         | João Cancelo      | 27 maja 1994         | 40        | 7         | Manchester City         |
| 24         | António Silva     | 30 października 2003 | 2         | 0         | SL Benfica              |
| Pomocnicy  |                   |                      |           |           |                         |
| 6          | João Palhinha     | 9 lipca 1995         | 18        | 2         | Fulham                  |
| 8          | Bruno Fernandes   | 8 września 1994      | 51        | 13        | Manchester United       |
| 10         | Bernardo Silva    | 10 sierpnia 1994     | 76        | 8         | Manchester City         |
| 13         | Danilo Pereira    | 9 września 1991      | 64        | 2         | Paris Saint-Germain     |
| 14         | William Carvalho  | 7 kwietnia 1992      | 79        | 5         | Real Betis              |
| 16         | Vitinha           | 13 lutego 2000       | 6         | 0         | Paris Saint-Germain     |
| 17         | João Mário        | 19 stycznia 1993     | 55        | 3         | SL Benfica              |
| 18         | Rúben Neves       | 13 marca 1997        | 35        | 0         | Wolverhampton Wanderers |
| 23         | Matheus Nunes     | 27 sierpnia 1998     | 11        | 1         | Wolverhampton Wanderers |
| 25         | Otávio            | 9 lutego 1995        | 9         | 2         | FC Porto                |
| Napastnicy |                   |                      |           |           |                         |
| 7          | Cristiano Ronaldo | 5 lutego 1985        | 194       | 118       | Al-Nassr                |
| 9          | André Silva       | 6 listopada 1995     | 53        | 19        | RB Leipzig              |
| 11         | João Félix        | 10 listopada 1999    | 26        | 4         | Atlético Madryt         |
| 15         | Rafael Leão       | 10 czerwca 1999      | 14        | 1         | AC Milan                |
| 21         | Ricardo Horta     | 15 września 1994     | 7         | 2         | SC Braga                |
| 26         | Gonçalo Ramos     | 20 czerwca 2001      | 3         | 1         | SL Benfica              |

## Selekcjonerzy
- 1921–1923: Komitet trenerski: ( Júlio Araújo,  Piocido Duro,  Joaquim Narciso Freire,  Reis Gonçalves,  Pedro del Negro,  Raul Nunes,  Virgílio Paula,  José Pereira Jr.,  Ribeiro dos Reis,  Guilherme Sousa,  Carlos Vilar)
- 1925–1926:  António Ribeiro dos Reis
- 1926–1929:  João Brito, Cândido de Oliveira, Ricardo Ornelas
- 1929:  Maia Loureiro
- 1929:  Laurindo Grijó, Augusto Pedrosa
- 1931:  Augusto Pedrosa, Tavares da Silva
- 1932–1933:  Salvador do Carmo,  Salviano Perfeito,  Armando Sampaio
- 1935–1945:  Cândido de Oliveira
- 1945–1947:  Tavares da Silva
- 1947–1948:  João Brito,  Martinho Oliveira,  Virgílio Paula
- 1949:  Armando Sampaio
- 1950:  João Brito,  Salvador do Campo,  Amadeu Rodrigues
- 1951:  Tavares da Silva
- 1952:  Cândido de Oliveira
- 1953–1954:  Salvador do Campo
- 1954:  Fernando Vaz
- 1955–1957:  Tavares da Silva
- 1957–1960:  José Maria Antunes
- 1961:  Armando Ferreira
- 1961:  Fernando Peyroteo
- 1962:  Armando Ferreira
- 1962–1964:  José Maria Antunes
- 1964–1967:  Otto Glória,  Manuel da Luz Afonso
- 1967:  José Gomes da Silva
- 1968–1969:  José Maria Antunes
- 1970–1971:  José Gomes da Silva
- 1972–1973:  José Augusto
- 1974–1977:  José Maria Pedroto
- 1977–1978:  Juca
- 1978–1980:  Mário Wilson
- 1980–1982:  Juca
- 1982–1983:  Otto Glória
- 1983–1984:  Fernando Cabrita
- 1984–1986:  José Augusto Torres
- 1986–1987:  Rui Seabra
- 1987–1989:  Juca
- 1989–1991:  Artur Jorge
- 1991–1993:  Carlos Queiróz
- 1993–1994:  Nelo Vingada
- 1994–1996:  António Oliveira
- 1996–1997:  Artur Jorge
- 1997–2000:  Humberto Coelho
- 2000–2002:  António Oliveira
- 2002:  Agostinho Oliveira
- 2003–2008:  Luiz Felipe Scolari
- 2008–2010:  Carlos Queiróz
- 2010–2014:  Paulo Bento
- 2014-2023:  Fernando Santos
- od 2023:  Roberto Martínez

## Znani piłkarze

### Brązowi medaliściMundialu 1966
José Pereira • Joaquim Carvalho • João Morais • Alberto Festa • Alexandre Baptista • Vicente Lucas • Hilário • Germano • Jaime Graça • Mário Coluna • José Augusto • Eusébio • António Simões • José Augusto Torres

### Brązowi medaliściEuro 1984oraz uczestnicyMundialu 1986
Manuel Bento • Vítor Damas • Rui Jordão • Fernando Chalana • Tamagnini Nené • António Oliveira • António Sousa • João Pinto • Fernando Gomes • Paulo Futre • António Frasco • Eurico Gomes • Jaime Magalhães • Carlos Manuel • Jaime Pacheco • Diamantino • Rui Águas • Augusto Inácio • Álvaro Magalhães

### Srebrni medaliściEuro 2004oraz zdobywcy IV miejsca naMundialu 2006
Deco • Cristiano Ronaldo • Ricardo Carvalho • Miguel • Tiago • Paulo Ferreira • Petit • Nuno Valente • Jorge Andrade • Maniche • Nuno Gomes • Hugo Viana • Ricardo Quaresma • Pauleta • Costinha • Hélder Postiga • Ricardo • Luís Boa Morte • Simão Sabrosa • Quim • Ricardo Costa • Marco Caneira • Fernando Meira • Luís Figo

### Złoci medaliściEuro 2016
Rui Patrício • Bruno Alves • Pepe • José Fonte • Raphaël Guerreiro • Ricardo Carvalho • Cristiano Ronaldo • João Moutinho • Éder • João Mário • Vieirinha • Anthony Lopes • Danilo • William Carvalho • André Gomes • Renato Sanches • Nani • Rafael Silva • Eliseu • Ricardo Quaresma • Cédric • Eduardo • Adrien Silva